# Associazione Calcio Fiorentina 1981-1982
Questa voce raccoglie le informazioni riguardanti l'Associazione Calcio Fiorentina nelle competizioni ufficiali della stagione 1981-1982.

## Stagione

Daniel Bertoni tra i neoacquisti Antonello Cuccureddu (a sinistra) ed Eraldo Pecci (a destra).

Nell'estate 1981 la formazione toscana rinforzò il suo organico con lo stopper Vierchowod in difesa, Massaro e Pecci in mediana, e Graziani in attacco: durante il campionato – che vide i viola tornare a competere per il primato dopo oltre un decennio – si registrò tuttavia la precoce defezione di Antognoni, costretto ai box per diversi mesi dopo uno scontro col portiere genoano Martina che fece inizialmente temere per la vita del capitano viola. Benché priva della sua bandiera, la Fiorentina seppe acquisire la vetta del torneo già in autunno, chiudendo il girone di andata con un punto di margine sulla Juventus che valse la palma di campione d'inverno.
In coincidenza della tornata conclusiva gli uomini di De Sisti – che pure non riportarono sconfitte – subirono l'aggancio dei bianconeri, con entrambe le squadre risultate ex aequo a 44 punti alla penultima giornata. Per l'assegnazione dello Scudetto divenne quindi decisiva la domenica finale, coi torinesi di scena sul campo di un Catanzaro già salvo e i gigliati attesi a Cagliari da una formazione ancora impelagata nella lotta per la salvezza: Graziani sbloccò il punteggio nel secondo tempo, ma la rete venne annullata dall'arbitro Mattei per un fallo commesso da Bertoni sul portiere sardo Conti, mentre la compagine di Trapattoni ebbe la meglio dei pur coriacei calabresi grazie a un rigore di Brady.
L'esito del campionato fu dunque favorevole ai sabaudi, episodio assurto a spartiacque nello storico livore del tifo viola verso i colori bianconeri.

## Divise e sponsor

Il giovane stopper Pietro Vierchowod, che nonostante l'età ben figurò nella sua unica stagione a Firenze, posa con la nuova maglia viola contraddistinta da un audace design.

In questa stagione la Fiorentina attuò un profondo redesign della sua storica divisa. In coincidenza con l'introduzione di un nuovo stemma sociale, il cosiddetto "giglio alabardato" – voluto dalla nuova proprietà Pontello in luogo del tradizionale giglio bottonato, e che contrassegnerà le casacche dei toscani per il successivo decennio –, questo andò a giganteggiare al centro del busto. La muta di gioco casalinga divenne inoltre un completo all purple – questa, al contrario, un'innovazione che diverrà definitiva col passare degli anni –, abbandonando i pantaloncini bianchi del passato, e col rosso promosso a colore secondario per colletto e bordini; la muta da trasferta riproponeva il medesimo kit di gara, mutuato nei colori, bianco con bordini viola.
Ulteriore novità dell'annata, a seguito della liberalizzazione degli sponsor attuata dalla Federcalcio nei campionati italiani, per la prima volta le maglie dei viola mostrarono un marchio pubblicitario, J.D. Farrow's, che, caso particolare, andò a ricoprire sia il ruolo di sponsor ufficiale sia di fornitore del materiale tecnico.
| Casa | Trasferta |

## Organigramma societario
Area direttiva
- Presidente: Ranieri Pontello
- Direttore generale: Tito Corsi
- Segretario: Raffaele Righetti

Area tecnica
- Allenatore: Giancarlo De Sisti

Area sanitaria
- Medico sociale: Franco Latella
- Massaggiatore: Ennio Raveggi

## Rosa
| N. |                   | Ruolo | Calciatore                     |
| -- | ----------------- | ----- | ------------------------------ |
|    | Italia (bandiera) | P     | Giovanni Galli                 |
|    | Italia (bandiera) | P     | Mario Paradisi                 |
|    | Italia (bandiera) | D     | Marco Baroni                   |
|    | Italia (bandiera) | D     | Renzo Contratto                |
|    | Italia (bandiera) | D     | Antonello Cuccureddu           |
|    | Italia (bandiera) | D     | Armando Ferroni                |
|    | Italia (bandiera) | D     | Roberto Galbiati               |
|    | Italia (bandiera) | D     | Luca Moz                       |
|    | Italia (bandiera) | D     | Pietro Vierchowod              |
|    | Italia (bandiera) | C     | Giancarlo Antognoni (capitano) |

| N. |                      | Ruolo | Calciatore           |
| -- | -------------------- | ----- | -------------------- |
|    | Argentina (bandiera) | C     | Daniel Bertoni       |
|    | Italia (bandiera)    | C     | Francesco Casagrande |
|    | Italia (bandiera)    | C     | Luciano Miani        |
|    | Italia (bandiera)    | C     | Andrea Orlandini     |
|    | Italia (bandiera)    | C     | Eraldo Pecci         |
|    | Italia (bandiera)    | C     | Luigi Sacchetti      |
|    | Italia (bandiera)    | A     | Luca Bartolini       |
|    | Italia (bandiera)    | A     | Francesco Graziani   |
|    | Italia (bandiera)    | A     | Daniele Massaro      |
|    | Italia (bandiera)    | A     | Paolo Monelli        |

## Risultati

### Serie A

#### Girone di andata
| Arbitro: | Milan (Treviso) |

|                |           |  |
| Casagrande 67’ | Marcatori |  |

| Milano 20 settembre 1981 2ª giornata | Milan         | 0 – 0 | Fiorentina | Stadio Giuseppe Meazza\| Arbitro: \| Longhi (Roma) \| |
| Arbitro:                             | Longhi (Roma) |       |            |                                                       |

| Firenze 27 settembre 1981 3ª giornata | Fiorentina       | 0 – 0 | Ascoli | Stadio Comunale\| Arbitro: \| Benedetti (Roma) \| |
| Arbitro:                              | Benedetti (Roma) |       |        |                                                   |

| Arbitro: | Mattei (Macerata) |

|  |           |                               |
|  | Marcatori | 78’ Vierchowod 79’ D. Bertoni |

| Arbitro: | Ballerini (La Spezia) |

|                |           |  |
| F. Graziani 1’ | Marcatori |  |

| Arbitro: | D'Elia (Salerno) |

|                              |           |  |
| Di Bartolomei 20’ Pruzzo 35’ | Marcatori |  |

| Arbitro: | Pieri (Genova) |

|                               |           |               |
| Casagrande 33’ D. Bertoni 69’ | Marcatori | 90’ P. Pulici |

| Arbitro: | Agnolin (Bassano del Grappa) |

|                      |           |               |
| Verza 53’ Lucchi 66’ | Marcatori | 68’ Antognoni |

| Arbitro: | Casarin (Milano) |

|                                                     |           |                             |
| D. Bertoni 24’ Antognoni 52’ (rig.) F. Graziani 71’ | Marcatori | 36’ F. Gorin 82’ P. Iachini |

| Torino 29 novembre 1981 10ª giornata | Juventus        | 0 – 0 | Fiorentina | Stadio Comunale\| Arbitro: \| Menegali (Roma) \| |
| Arbitro:                             | Menegali (Roma) |       |            |                                                  |

| Arbitro: | Mattei (Macerata) |

|  |           |                    |
|  | Marcatori | 1’ Pecci 68’ Miani |

| Arbitro: | Pieri (Genova) |

|                                |           |                   |
| F. Graziani 32’ D. Bertoni 76’ | Marcatori | 33’ C. Pellegrini |

| Arbitro: | Menegali (Roma) |

|                                                      |           |                 |
| D. Bertoni 25’, 50’ (rig.) F. Graziani 57’ Pecci 65’ | Marcatori | 48’, 62’ Serena |

| Arbitro: | Mattei (Macerata) |

|            |           |                                |
| Muraro 56’ | Marcatori | 17’ D. Bertoni 62’ F. Graziani |

| Arbitro: | Agnolin (Bassano del Grappa) |

|               |           |           |
| Sacchetti 45’ | Marcatori | 62’ Piras |

#### Girone di ritorno
| Arbitro: | Barbaresco (Cormons) |

|               |           |                |
| Nicoletti 78’ | Marcatori | 36’ Vierchowod |

| Arbitro: | D'Elia (Salerno) |

|           |           |  |
| Miani 25’ | Marcatori |  |

| Ascoli Piceno 7 febbraio 1982 18ª giornata | Ascoli              | 0 – 0 | Fiorentina | Stadio Cino e Lillo Del Duca\| Arbitro: \| Lo Bello (Siracusa) \| |
| Arbitro:                                   | Lo Bello (Siracusa) |       |            |                                                                   |

| Arbitro: | Menegali (Roma) |

|                |           |  |
| F. Graziani 5’ | Marcatori |  |

| Arbitro: | Barbaresco (Cormons) |

|              |           |                            |
| Facchini 85’ | Marcatori | 64’ D. Bertoni 77’ Massaro |

| Arbitro: | Casarin (Milano) |

|           |           |  |
| Miani 36’ | Marcatori |  |

| Arbitro: | Agnolin (Bassano del Grappa) |

|                                 |           |                                      |
| Ermini 68’ P. Pulici 87’ (rig.) | Marcatori | 48’ F. Graziani 77’ (aut.) P. Pulici |

| Arbitro: | D'Elia (Salerno) |

|                |           |  |
| Casagrande 80’ | Marcatori |  |

| Genova 28 marzo 1982 24ª giornata | Genoa             | 0 – 0 | Fiorentina | Stadio Luigi Ferraris\| Arbitro: \| Mattei (Macerata) \| |
| Arbitro:                          | Mattei (Macerata) |       |            |                                                          |

| Firenze 4 aprile 1982 25ª giornata | Fiorentina       | 0 – 0 | Juventus | Stadio Comunale (60.000 spett.)\| Arbitro: \| Casarin (Milano) \| |
| Arbitro:                           | Casarin (Milano) |       |          |                                                                   |

| Arbitro: | Menicucci (Firenze) |

|                 |           |  |
| F. Graziani 51’ | Marcatori |  |

| Arbitro: | Menegali (Roma) |

|  |           |               |
|  | Marcatori | 82’ Antognoni |

| Arbitro: | Agnolin (Bassano del Grappa) |

|                       |           |           |
| A. Ferroni 21’ (aut.) | Marcatori | 50’ Miani |

| Arbitro: | Benedetti (Roma) |

|                                                    |           |  |
| D. Bertoni 52’ F. Graziani 29’ Pancheri 84’ (aut.) | Marcatori |  |

| Cagliari 16 maggio 1982 30ª giornata | Cagliari          | 0 – 0 | Fiorentina | Stadio Sant'Elia (55.000 spett.)\| Arbitro: \| Mattei (Macerata) \| |
| Arbitro:                             | Mattei (Macerata) |       |            |                                                                     |

### Coppa Italia

#### Sesto girone
| Arbitro: | Agnolin (Bassano del Grappa) |

|  |           |               |
|  | Marcatori | 13’ Antognoni |

| Arbitro: | Menegali (Roma) |

|           |           |  |
| Russo 28’ | Marcatori |  |

| 30 agosto 1981 3ª giornata |  | – Turno riposo Fiorentina |  |  |

| Arbitro: | Angelelli (Terni) |

|                             |           |  |
| Antognoni 9’ Casagrande 62’ | Marcatori |  |

| Arbitro: | Lo Bello (Siracusa) |

|                                                            |           |  |
| Laveneziana 15’ (aut.) F. Graziani 71’, 89’ D. Bertoni 73’ | Marcatori |  |

#### Quarti di finale
| Torino 18 novembre 1981 Andata | Torino           | 0 – 0 | Fiorentina | Stadio Comunale\| Arbitro: \| Paparesta (Bari) \| |
| Arbitro:                       | Paparesta (Bari) |       |            |                                                   |

| Arbitro: | Angelelli (Terni) |

|             |           |                |
| Massaro 12’ | Marcatori | 31’ P. Mariani |

## Statistiche
Statistiche aggiornate al 16 maggio 1982.

### Statistiche di squadra
| Competizione | Punti | In casa | In casa | In casa | In casa | In casa | In casa | In trasferta | In trasferta | In trasferta | In trasferta | In trasferta | In trasferta | Totale | Totale | Totale | Totale | Totale | Totale | DR |
| Competizione | Punti | G       | V       | N       | P       | Gf      | Gs      | G            | V            | N            | P            | Gf           | Gs           | G      | V      | N      | P      | Gf     | Gs     | DR |
| ------------ | ----- | ------- | ------- | ------- | ------- | ------- | ------- | ------------ | ------------ | ------------ | ------------ | ------------ | ------------ | ------ | ------ | ------ | ------ | ------ | ------ | -- |
| Serie A      | 45    | 15      | 12      | 3       | 0       | 22      | 7       | 15           | 5            | 8            | 2            | 14           | 10           | 30     | 17     | 11     | 2      | 36     | 17     | 19 |
| Coppa Italia |       | 3       | 2       | 1       | 0       | 7       | 1       | 3            | 1            | 1            | 1            | 1            | 1            | 6      | 3      | 2      | 1      | 8      | 2      | 6  |
| Totale       |       | 18      | 14      | 4       | 0       | 29      | 8       | 18           | 6            | 9            | 3            | 15           | 11           | 36     | 20     | 13     | 3      | 44     | 19     | 25 |

### Statistiche dei giocatori
A completamento delle statistiche sono da considerare 2 autogol a favore dei viola in campionato e 1 in Coppa Italia. 
| Giocatore     | Serie A  | Serie A | Serie A     | Serie A    | Coppa Italia | Coppa Italia | Coppa Italia | Coppa Italia | Totale   | Totale | Totale      | Totale     |
| Giocatore     | Presenze | Reti    | Ammonizioni | Espulsioni | Presenze     | Reti         | Ammonizioni  | Espulsioni   | Presenze | Reti   | Ammonizioni | Espulsioni |
| ------------- | -------- | ------- | ----------- | ---------- | ------------ | ------------ | ------------ | ------------ | -------- | ------ | ----------- | ---------- |
| G. Antognoni  | 16       | 3       | ?           | ?          | 5            | 2            | ?            | ?            | 21       | 5      | ?           | ?          |
| M. Baroni     | 1        | 0       | ?           | ?          | -            | -            | ?            | ?            | 1        | 0      | ?           | ?          |
| L. Bartolini  | 2        | 0       | ?           | ?          | 2            | 0            | ?            | ?            | 4        | 0      | ?           | ?          |
| D. Bertoni    | 30       | 9       | ?           | ?          | 6            | 1            | ?            | ?            | 36       | 10     | ?           | ?          |
| F. Casagrande | 26       | 3       | ?           | ?          | 5            | 1            | ?            | ?            | 31       | 4      | ?           | ?          |
| R. Contratto  | 28       | 0       | ?           | ?          | 6            | 0            | ?            | ?            | 34       | 0      | ?           | ?          |
| A. Cuccureddu | 11       | 0       | ?           | ?          | 3            | 0            | ?            | ?            | 14       | 0      | ?           | ?          |
| A. Ferroni    | 27       | 0       | ?           | ?          | 4            | 0            | ?            | ?            | 31       | 0      | ?           | ?          |
| R. Galbiati   | 29       | 0       | ?           | ?          | 6            | 0            | ?            | ?            | 35       | 0      | ?           | ?          |
| G. Galli      | 30       | -17     | ?           | ?          | 6            | -2           | ?            | ?            | 36       | -19    | ?           | ?          |
| F. Graziani   | 29       | 9       | ?           | ?          | 4            | 2            | ?            | ?            | 33       | 11     | ?           | ?          |
| D. Massaro    | 29       | 1       | ?           | ?          | 6            | 1            | ?            | ?            | 35       | 2      | ?           | ?          |
| L. Miani      | 22       | 4       | ?           | ?          | 1            | 0            | ?            | ?            | 23       | 4      | ?           | ?          |
| P. Monelli    | 13       | 0       | ?           | ?          | 1            | 0            | ?            | ?            | 14       | 0      | ?           | ?          |
| A. Orlandini  | 4        | 0       | ?           | ?          | 1            | 0            | ?            | ?            | 5        | 0      | ?           | ?          |
| M. Paradisi   | 1        | 0       | ?           | ?          | -            | -            | ?            | ?            | 1        | 0      | ?           | ?          |
| E. Pecci      | 25       | 2       | ?           | ?          | 6            | 0            | ?            | ?            | 31       | 2      | ?           | ?          |
| L. Sacchetti  | 22       | 1       | ?           | ?          | 6            | 0            | ?            | ?            | 28       | 1      | ?           | ?          |
| P. Vierchowod | 28       | 2       | ?           | ?          | 6            | 0            | ?            | ?            | 34       | 2      | ?           | ?          |

## Giovanili

La squadra Primavera della Fiorentina vittoriosa nel Torneo di Viareggio 1982

### Piazzamenti
- Primavera:
  - Campionato: ?
  - Coppa Italia: ?
  - Torneo di Viareggio: vincitrice
  - Torneo Città di Arco: vincitrice